# باهلوکا
باهلوکا (به لاتین: Bhaluka) یک منطقهٔ مسکونی در بنگلادش است که در ناحیه میمن‌سینگ واقع شده‌است. باهلوکا ۴۴۴٫۰۵ کیلومتر مربع مساحت و ۴۳۰٬۳۲۰ نفر جمعیت دارد.